# Thomas Kjelbotn
Thomas Kjelbotn, né le 26 juin 1986 à Harstad, est un coureur du combiné nordique norvégien.

## Biographie
Il prend part à ses premières compétitions officielles de la FIS en 2003. En 2006, il est médaillé de bronze aux Championnats du monde junior dans l'épreuve par équipes.
Il débute en coupe du monde en décembre 2008 à Trondheim et marque ses premiers points lors de sa deuxième course. Cependant, il ne participe ensuite qu'essentiellement à la Coupe continentale et apparait rarement en Coupe du monde. Il fait son retour au plus haut niveau lors de la saison 2011-2012 et en profite pour atteindre son premier top 10 en Coupe du monde avec une dixième place à Klingenthal. Lors de la saison 2013-2014, il améliore sa meilleure performance individuelle qui est désormais une septième place, acquise à Tchaïkovski et  réalise aussi son meilleur classement général, trentième. Ces résultats ont « dépassé les attentes » de Kjelbotn qui avait pourtant subi une blessure importante au printemps 2013.
Il prend sa retraite en 2017.

## Palmarès

### Coupe du monde
- Meilleur classement général : 30e en 2014.
- Meilleur résultat individuel : 7e (Tchaïkovski le 5 janvier 2014).
- Meilleur classement par équipe : 4e (Oberstdorf le 25 janvier 2014)

#### Différents classements en Coupe du monde
| Année     | Classement général final |
| 2008-2009 | 70e                      |
| 2011-2012 | 39e                      |
| 2012-2013 | 38e                      |
| 2013-2014 | 30e                      |
| 2014-2015 | 42e                      |
| 2016-2017 | 60e                      |

### Coupe continentale
- 3 deuxièmes places :
  -  Stryn le 9 mars 2007, au sprint
  -  Otepää le 10 janvier 2010
  -  Erzurum le 7 janvier 2012
- 4 troisièmes places :
  -  Eisenerz, le 4, et  Hinterzarten, le 31 janvier 2009
  -  Harrachov, le 21 janvier 2011
  -  Eisenerz, le 12 février 2012

### Championnat du monde junior
- Kranj 2006 : Médaille de bronze de l'épreuve par équipe 4 × 5 km.